# Tuneschip

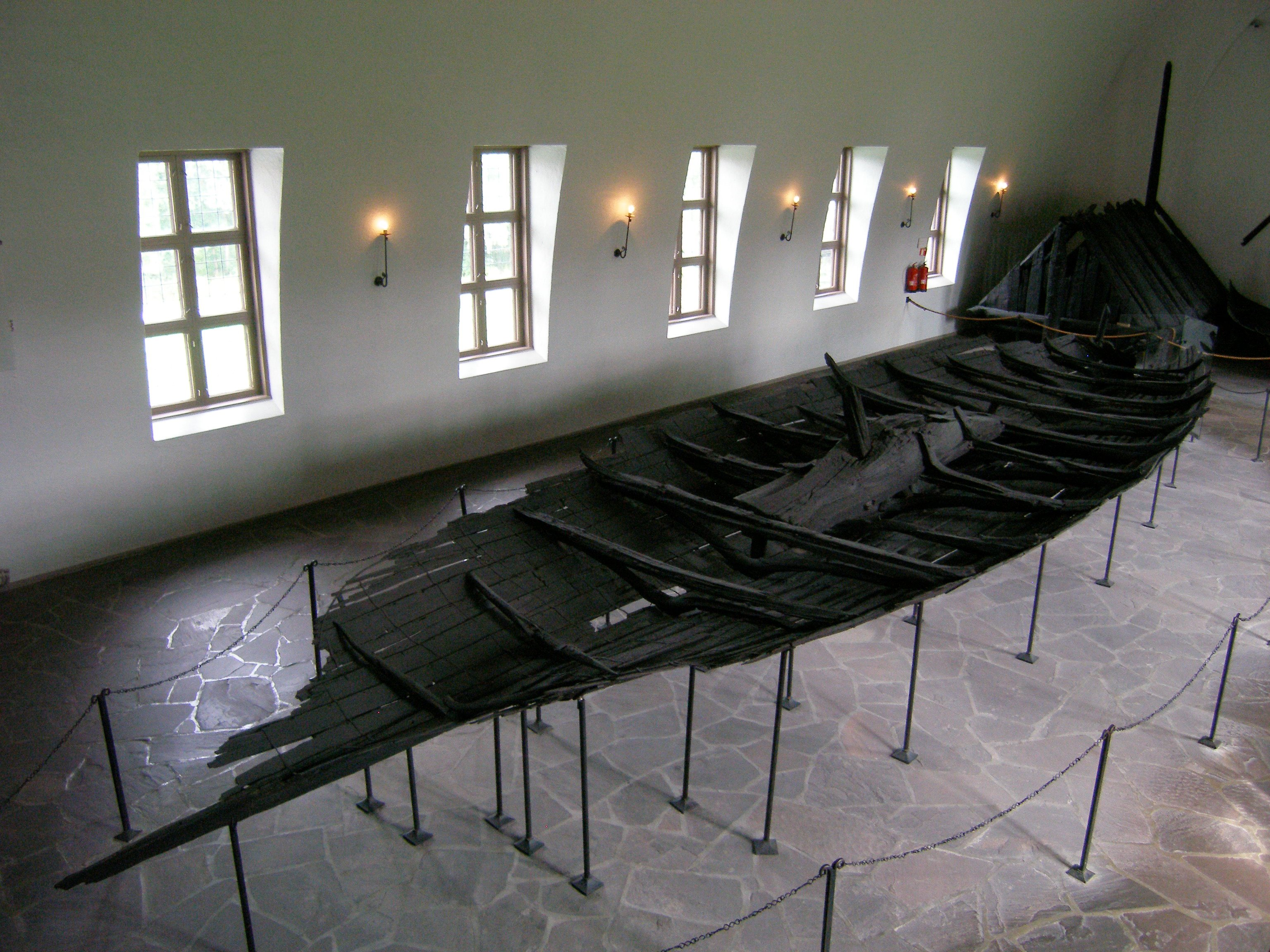
Romp

Het Tuneschip (Tuneskipet) is een vikingschip dat wordt tentoongesteld in het Vikingschipmuseum (Vikingskipshuset på Bygdøy) te Bygdoy in Oslo, Noorwegen.
Het tuneschip is een karve, een klein type van langschip met een brede romp. Het was gevonden bij de Haugen boerderij op het eiland Rolvsoy in Noorwegen. Het schip lag in een scheepsgraf. De archeologische vondsten werden onderzocht door Oluf Rygh in 1867.
Het tuneschip is deels verwoest, maar waarschijnlijk reikte hij tot zo’n 22 meter. De breedte bedraagt 4,35 meter en het had waarschijnlijk 11 tot 12 paar roeispanen. De lengte van de kiel is ongeveer 14 meter. Het schip was rond 910 gebouwd. Het geheel was gemaakt door geklonken eiken planken. Het is van robuuste constructie met natuurlijk gegroeide ribben, dikke dwarsbalken en een vaste gangboord.